# Столкновение над Большим каньоном (1986)
18 июня 1986 года в небе над Большим каньоном во время выполнения экскурсионных полётов столкнулись самолёт DHC-6 Twin Otter и вертолёт Bell 206, в результате чего погибли все находящиеся в них 25 человек. Крупнейшая авиакатастрофа в Большом каньоне после 1956 года (столкновение DC-7 и Super Constellation).

## Катастрофа

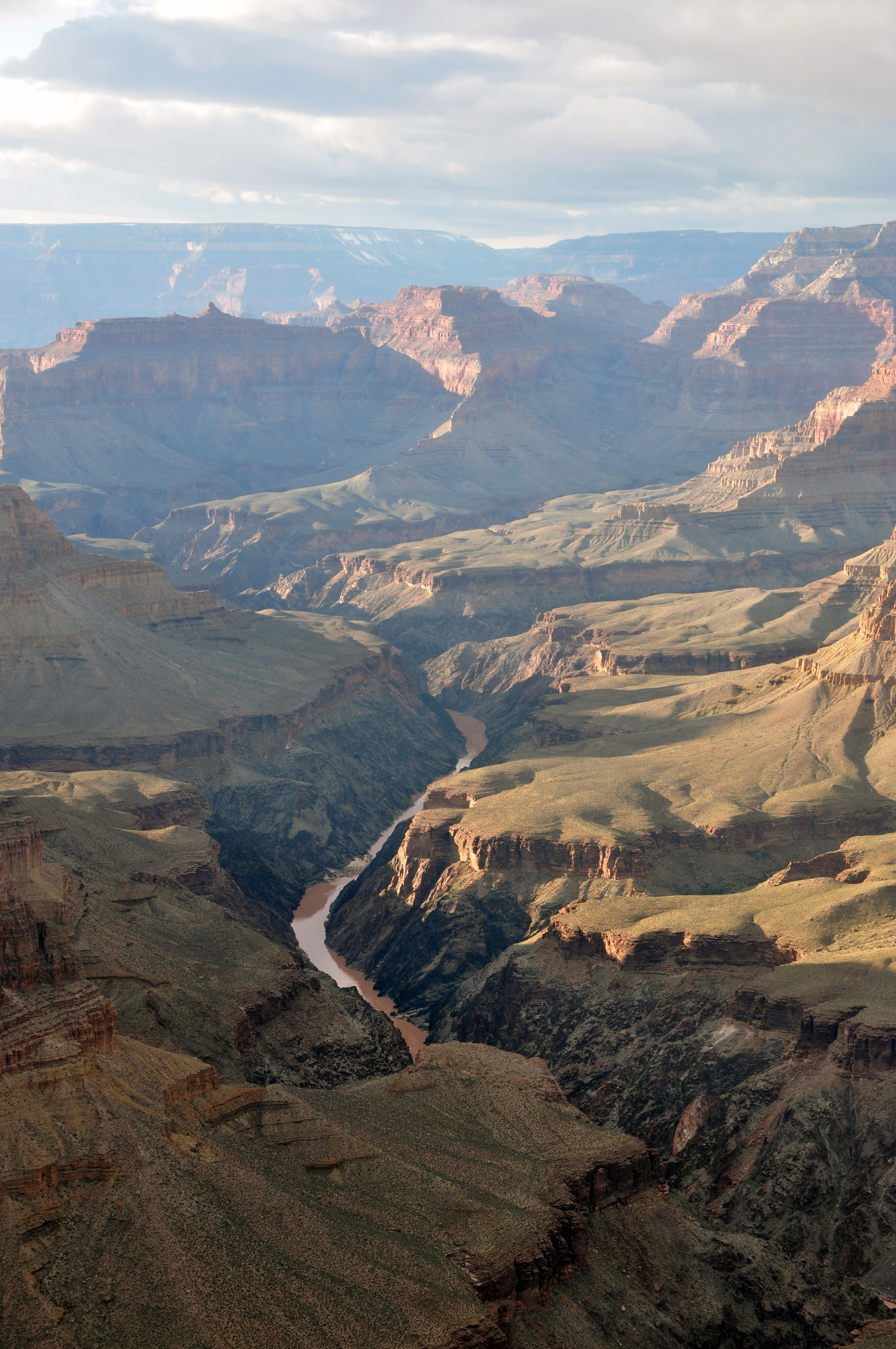
Кристал-Рапидс (Большой каньон)

В 8:55 из аэропорта Большой каньон вылетел «DHC-6» а/к «Grand Canyon Airlines». Самолёт выполнял экскурсионный рейс «Canion 6» над парком длительностью около 50 минут. Пилотировали его пилоты Джеймс Ингрэм (англ. James Ingraham) и Брюс Грабб (англ. Bruce Grubb), для которых это был уже второй рейс за день. В салоне находились 18 пассажиров-туристов из США, Голландии, Швейцарии и ЮАР.
Четвертью часа позже, в 9:13 с вертолётной площадки в Тасайане взлетел «Bell 206» компании «Helitech Choppers» и с позывным «Tech 2». Пилотировал его пилот Джон Тибон (англ. John Thybone), а в салоне находились 4 пассажира: 1 из США и 3 из ФРГ. Вертолёт должен был выполнять экскурсионный полёт расчётной длительностью около 30 минут.
Примерно в 9:33 (по другим данным 9:40) в небе над районом Скорпион Крик (англ. Scorpion Creek), что возле Кристал-Рапидс (англ. Crystal Rapids), на высоте около 6500 футов (2 км), то есть ниже верхнего края Гранд-Каньона, «Де-Хэвиленд» и «Бэлл» столкнулись почти под прямым углом. Несущий винт вертолёта ударил фюзеляж самолёта в районах передней стойки шасси и хвоста, перерубив последний, после чего лопасти оторвало. Взрываясь в воздухе, обе машины рухнули на дно каньона. Дым был хорошо заметен вокруг, поэтому к месту падения устремились многие самолёты и вертолёты, пролетавшие неподалёку. Увидели дым и многие сотрудники парка.
Возникший пожар был настолько сильным, что, по свидетельствам очевидцев, даже расплавилась алюминиевая обшивка. Огонь полыхал несколько часов, прежде чем был потушен. В авиакатастрофе погибли все 25 человек: 20 на борту самолёта и 5 на борту вертолёта.

## Расследование
Расследование авиакатастрофы осложнялось тем, что на обоих бортах не были установлены бортовые самописцы, что являлось нормой для воздушных судов, работавших на коротких экскурсионных полётах. Также не было свидетелей самого столкновения.
После долгого расследования Национальный совет по безопасности транспорта пришёл к выводу, что, несмотря на безоблачную погоду, пилоты не смогли увидеть [друг друга] и уклониться (англ. See and avoid), однако точная причина этого так и не была установлена. Также следователи указали на большое сосредоточение достопримечательностей в этом регионе, что приводило к повышенной плотности воздушных судов в небе, в связи с чем Федеральному управлению гражданской авиации США (FAA) была выдана рекомендация на разделение маршрутов полётов для самолётов и вертолётов. После данной авиакатастрофы FAA внесла значительные изменения в проведение обзорных полётов над Гранд-Каньоном.